# Terza battaglia di Winchester
La terza battaglia di Winchester, conosciuta anche come battaglia di Opequon o battaglia di Opequon Creek, fu una battaglia della guerra di secessione americana combattuta vicino a Winchester, in Virginia, il 19 settembre 1864. Il maggiore generale dell'esercito dell'Unione Philip Sheridan sconfisse il tenente generale dell'esercito confederato Jubal Early in una delle battaglie più sanguinose e importanti combattute nella Valle dello Shenandoah. Tra le 5 000 vittime dell'Unione venne ucciso un generale e tre vennero feriti. Il tasso di vittime per i Confederati fu molto alto: circa 4 000 morti su una forza di 15 500 uomini. Due generali confederati furono uccisi e quattro feriti. Tra i partecipanti alla battaglia c'erano due futuri presidenti degli Stati Uniti, due futuri governatori della Virginia, un ex vicepresidente degli Stati Uniti e un colonnello il cui nipote, George S. Patton, divenne un famoso generale durante la seconda guerra mondiale.
Dopo aver appreso che una grande forza confederata, annessa all'esercito di Early, aveva lasciato l'area, Sheridan attaccò le posizioni confederate lungo l'Opequon Creek vicino a Winchester. Utilizzò una divisione di cavalleria e due corpi d'armata di fanteria per attaccare da est e due divisioni di cavalleria per attaccare da nord. Un terzo corpo d'armata di fanteria, guidato, dal generale di brigata George Crook, era stato tenuto di riserva. Dopo un combattimento difficile, in cui Early fece un buon uso del terreno della regione sul lato est di Winchester, Crook attaccò il fianco sinistro di Early con la sua fanteria. Questo, in combinazione con il successo della cavalleria dell'Unione a nord della città, respinse i Confederati verso Winchester. Un attacco finale della fanteria e della cavalleria dell'Unione, da nord e da est, fece ritirare i Confederati a sud attraverso le strade di Winchester.
Avendo subito perdite significative ed essendo rimasto sostanzialmente in inferiorità numerica, Early si ritirò a sud nella Valle Pike in una posizione più difendibile a Fisher's Hill. Sheridan considerava Fisher's Hill una continuazione della battaglia del 19 settembre e seguì Early fino a dove lo aveva sconfitto una prima volta. Entrambe le battaglie furono parte della campagna della valle di Shenandoah avvenuta nel 1864 da agosto a ottobre. Dopo i successi di Sheridan a Winchester e Fisher's Hill, l'Armata della Valle di Early subì altre sconfitte e fu eliminata dalla guerra nella battaglia di Waynesboro, in Virginia, il 2 marzo 1865.

## Esito
Il testo del rapporto sulle vittime di Early, redatto tre settimane dopo la battaglia, elencava 3 611 tra morti, feriti e dispersi, ma escludeva la cavalleria. In uno studio che utilizzava le storie e la corrispondenza del reggimento oltre ai rapporti ufficiali, uno storico ha concluso che l'Armata della Valle di Early subì 4 015 vittime. Alcune fonti elencano cifre più basse, ma non hanno preso in considerazione la cavalleria. Un'altra fonte dice che furono uccisi, feriti e dispersi un totale di 3 600 uomini ma esclude il bilancio della cavalleria che fu "senza dubbio pesante".
La divisione di fanteria confederata con il numero più alto di morti e feriti fu quella di Rodes, che ne contava 686. Il numero elevato riflette il divario tra i due corpi di fanteria dell'Unione e la sua lotta con la divisione di fanteria dell'Unione comandata da Russell. Le morti dei comandanti di fanteria confederati comprendevano un comandante di divisione, Rodes, e due comandanti di brigata, Godwin e Patton. Un altro comandante di brigata, Yorkrimase, fu gravemente ferito e perse un braccio. A livello di reggimento, 20 ufficiali in comando furono uccisi, feriti o catturati. Lee, comandante della cavalleria di Early, fu gravemente ferito.
L'esercito dello Shenandoah di Sheridan elencò 5 018 vittime nel rapporto ufficiale; di cui 697 uccisi, 3 983 feriti e 338 catturati o dispersi. Il XIX Corpo ebbe 2 074 vittime, di cui 1 527 della 2ª divisione di Grover. Le alte perdite per Grover riflettono il contrattacco confederato della divisione di Gordon. La seconda brigata della divisione Ricketts di Keifer ebbe il maggior numero di vittime nel VI Corpo. Tra i capi dell'esercito, la morte di Russell e il ferimento di Upton furono perdite significative.

## Conseguenze
A partire dalle 5:00 del 20 settembre, l'esercito di Sheridan si era spostato di 33 km a sud verso il lato nord di Strasburg con una marcia che durò tutto il giorno.  Due giorni dopo, a Fisher's Hill, Crook si affiancò e svoltò la sinistra di Early con un attacco furtivo, e l'esercito di Early fu di nuovo messo in fuga a sud.  Sheridan scrisse che la battaglia di Fisher's Hill "era, in una certa misura, una parte della battaglia dell'Opequon; vale a dire, è stato un incidente dell'inseguimento risultante da quell'azione".

### Prestazioni e impatto

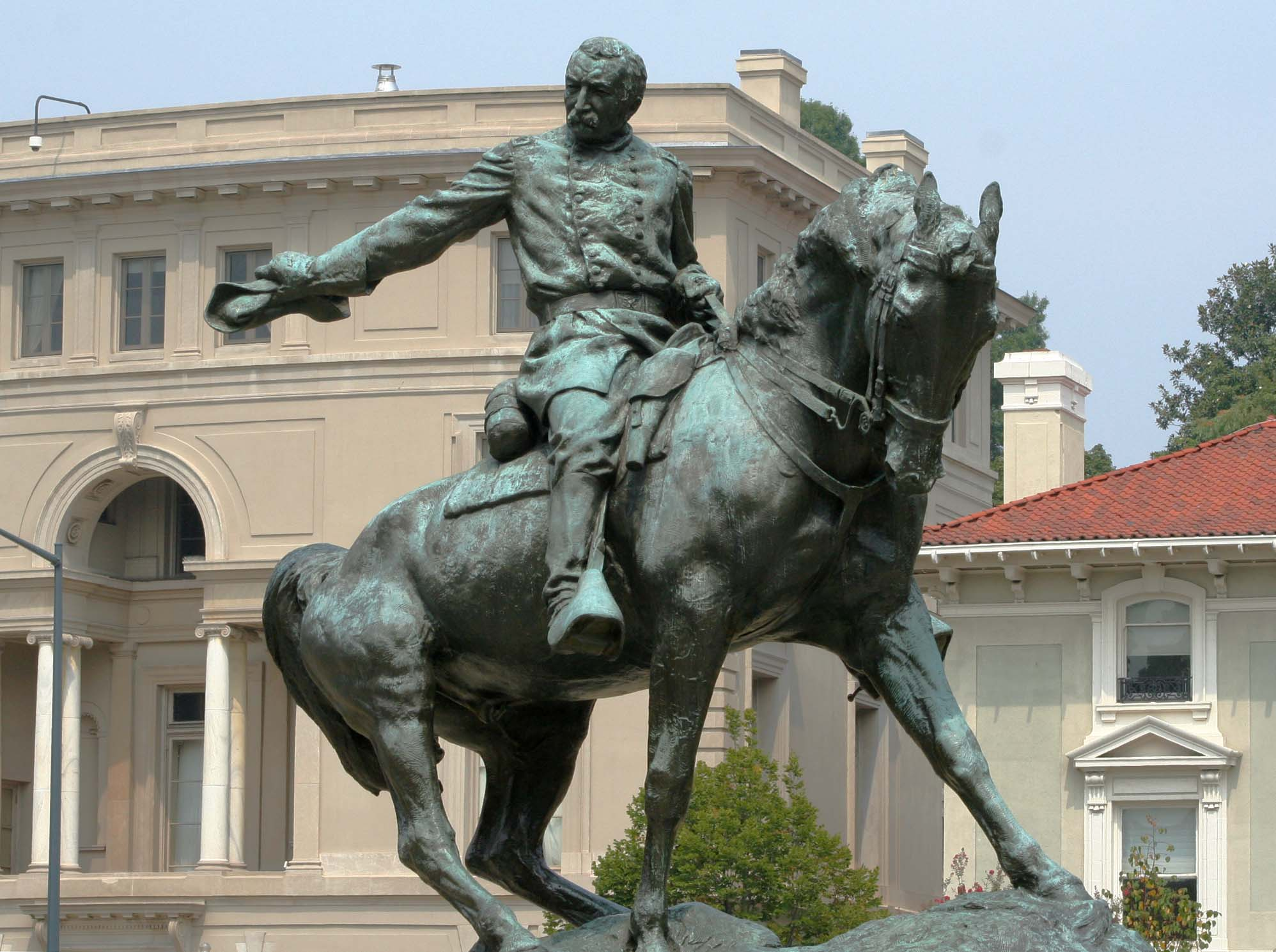
Monumento a Philip Sheridan a Washington, DC

Uno storico ha scritto che la terza battaglia di Winchester fu "la prima della guerra in cui cavalleria, artiglieria e fanteria furono tutte usate contemporaneamente e con il miglior vantaggio possibile, ciascuna secondo la propria natura e tradizioni". Wilson si dichiarò d'accordo, scrivendo che la battaglia fu la prima in cui "la cavalleria fu adeguatamente gestita in collaborazione con la fanteria". A quel tempo, la battaglia era "la battaglia più sanguinosa della valle di Shenandoah" e causò "più vittime dell'intera campagna della valle del 1862". Riflettendo durante e dopo la guerra, molti soldati, su ciascuna parte, credevano che questa battaglia avesse avuto il combattimento più duro della guerra. La sconfitta di Early fu la prima per un generale confederato nella Shenandoah Valley. Sebbene avesse perso la battaglia, gestì il suo piccolo esercito con "abilità tattica e audacia", facendo un uso particolarmente buono della sua fanteria e artiglieria.
Sheridan commise degli errori incanalando troppe truppe attraverso il Berryville Canyon e tenendo l'esercito di Crook troppo lontano mentre era in riserva. Comunque merita credito per la sua perseveranza e la sua capacità di ispirare i suoi uomini, ma la manovra decisiva - l'attacco al fianco sinistro di Early seguito dalla carica di cavalleria da nord - fu attuata da Crook, non da Sheridan. A parte la sua capacità di ispirare le sue truppe, il contributo di Sheridan fu il suo trattamento e utilizzo della cavalleria, che fece la differenza nella battaglia. La sola divisione di cavalleria di Merritt catturò 775 uomini, sette bandiere di battaglia e due pezzi di artiglieria. Dei quindici assegnatari della medaglia d'onore nella battaglia, dieci erano membri della cavalleria. Early scrisse che il suo esercito confederato "meritava la vittoria, e l'avrebbe ottenuta, se non fosse stato per l'immensa superiorità della cavalleria del nemico".
Dopo la sua vittoria a Winchester, Sheridan ricevette le congratulazioni da Lincoln, Grant e dal Segretario alla Guerra Edwin Stanton. Alcuni storici considerano la battaglia la più importante della Shenandoah Valley. Sheridan avrebbe avuto più successo contro Early, e l'Armata della Valle di Early fu eliminata dalla guerra il 2 marzo 1865, nella battaglia di Waynesboro. Early fuggì in quella occasione, ma la Divisione di Custer catturò 1 700 uomini, 11 pezzi di artiglieria, 17 bandiere di battaglia e l'equipaggiamento del quartier generale di Early. Il successo di Sheridan nei mesi successivi alla terza battaglia di Winchester lo spinse a uno status eclissato solo da Grant e William Tecumseh Sherman, e alla fine sarebbe diventato comandante generale dell'esercito degli Stati Uniti. Fu effigiato sulla valuta statunitense negli anni '90 dell'Ottocento: buoni del tesoro da dieci dollari nel 1890 e 1891 e certificati d'argento da cinque dollari nel 1896.

### Conservazione

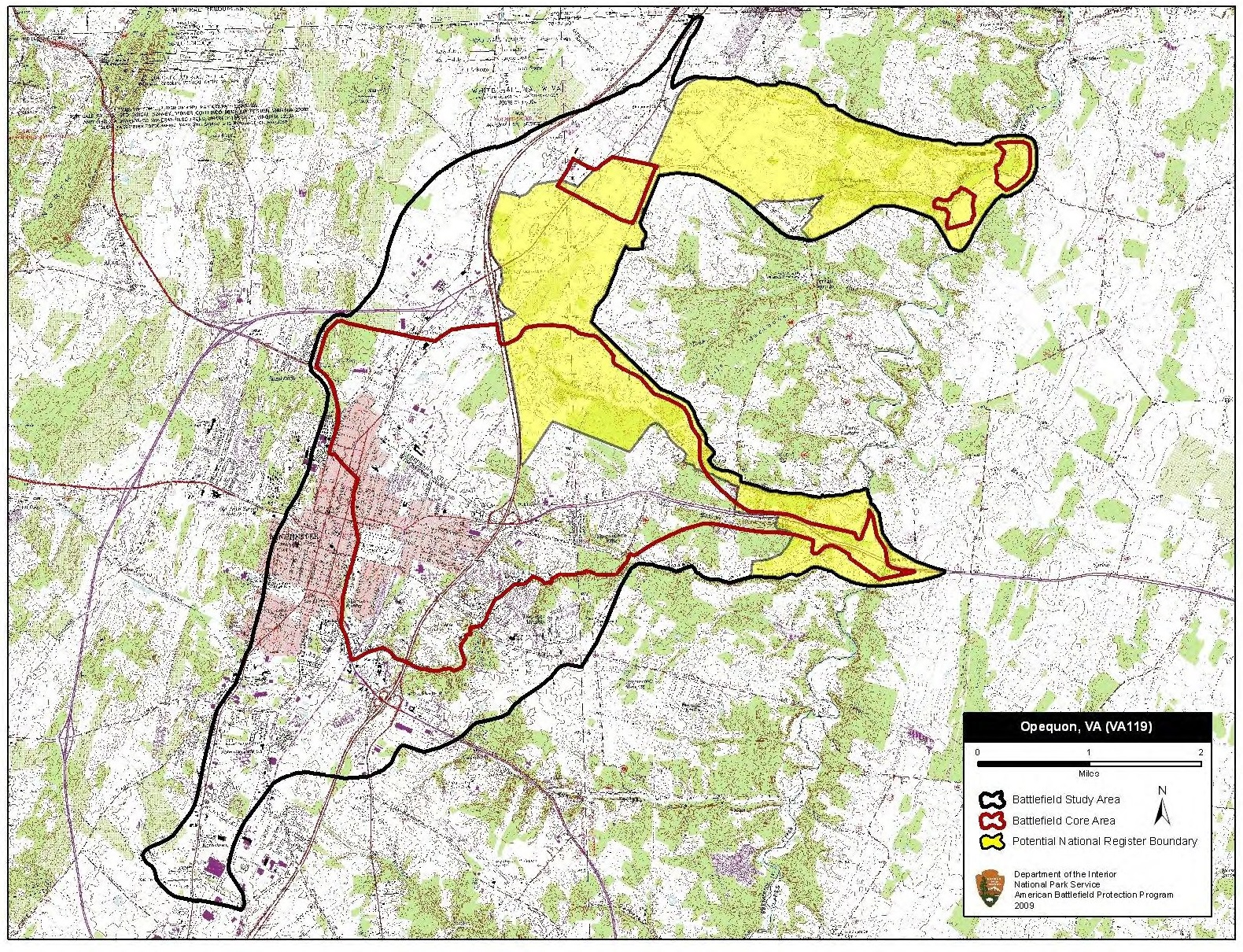
Conservazione del campo di battaglia a partire dal 2009

Il terzo campo di battaglia di Winchester fa parte del distretto storico nazionale di Shenandoah Valley Battlefields. Le principali organizzazioni coinvolte nella sua conservazione sono la Shenandoah Valley Battlefields Foundation, l'American Battlefield Trust e la Virginia Outdoors Foundation. Il campo di battaglia è ampio e comprende la città più la terra a nord e ad est. Gran parte del campo di battaglia è stato sviluppato e l'Interstate 81 e la Virginia State Route 7 lo attraversano. Porzioni del campo di battaglia a est di Winchester sono ancora terreni agricoli e oltre 600 acri (240 ha) sono stati conservati. Un nuovo Centro visitatori si trova a 1,6 km a est dell'Interstate 81 su Redbud Road. Anche il Winchester-Frederick County Convention and Visitors Bureau su Pleasant Valley Road ha informazioni, comprese le mappe dei sentieri per il campo di battaglia.